# Montipora hodgsoni
Espèce
Statut de conservation UICN

 VU A4c : Vulnérable
Montipora hodgsoni est une espèce de coraux appartenant à la famille des Acroporidae.